# Strażnica KOP „Czarne”
Strażnica KOP „Czarne” – zasadnicza jednostka organizacyjna Korpusu Ochrony Pogranicza pełniąca służbę ochronną na granicy polsko-niemieckiej.

## Formowanie i zmiany organizacyjne
W 1927, w składzie 6 Półbrygady Ochrony Pogranicza, został sformowany 29 batalion odwodowy. W 1928 w skład batalionu wchodziło 7 strażnic. W latach 1928–1938 w strukturze organizacyjnej kompanii granicznej KOP „Filipów” funkcjonowała strażnica KOP „Czarne”. Strażnica liczyła około 18 żołnierzy i rozmieszczona była przy linii granicznej z zadaniem bezpośredniej ochrony granicy państwowej.
W 1932 obsada strażnicy zakwaterowana była w budynku KOP. Strażnicę z macierzystą kompanią łączyła szosa długości 2 km i droga polna długości 8 km.

## Służba graniczna
Podstawową jednostką taktyczną Korpusu Ochrony Pogranicza przeznaczoną do pełnienia służby ochronnej był batalion graniczny. Odcinek batalionu dzielił się na pododcinki kompanii, a te z kolei na pododcinki strażnic, które były „zasadniczymi jednostkami pełniącymi służbę ochronną”, w sile półplutonu. Służba ochronna pełniona była systemem zmiennym, polegającym na stałym patrolowaniu strefy nadgranicznej, wystawianiu posterunków alarmowych, obserwacyjnych i kontrolnych stałych, patrolowaniu i organizowaniu zasadzek w miejscach rozpoznanych jako niebezpieczne, kontrolowaniu dokumentów i zatrzymywaniu osób podejrzanych, a także utrzymywaniu ścisłej łączności między oddziałami i władzami administracyjnymi.
Strażnica KOP „Czarne” w 1932 ochraniała pododcinek granicy państwowej szerokości 9 kilometrów od słupa granicznego nr 251 do 262, a w 1938 pododcinek szerokości 9 kilometrów 580 metrów od słupa granicznego nr 252 do 263.
Sąsiednie strażnice:
- strażnica KOP „Filipów” ⇔ strażnica KOP „Przerośl” – 1928[2], 1929[3], 1932[4], 1934[5], i 1938[6].

## Dowódcy strażnicy
- sierż. Jan Kozłowski (VII 1928 – 1929)[8],
- plut. Jan Kleszczyński (XI 1930),
- tyt. plut./plut. Jan Horodyski (od X 1934 do IV 1935),
- plut. Władysława Wilczyńskiego (od IV 1935 do IX 1936),
- plut./sierż. Aleksander Dziedziak (od 13 X 1930 do 10 VII 1938),
- sierż. Marian Marszałkiewicz (od 11 VII 1938 do II 1939).